# Brandi Rhodes
Brandi Alexis Runnels (nhũ danh Reed), có tên nghề nghiệp là Brandi Rhodes, là một đô vật chuyên nghiệp, người mẫu, người dẫn chương trình môn vật, biên tập viên tin tức, vận động viên trượt băng nghệ thuật hiện ký hợp đồng với Impact Wrestling. Cô có tên nghề nghiệp WWE là Eden Stiles, nơi cô làm người dẫn chương trình các trận đấu vật SmackDown, Main Event, và pay-per-view, và cũng tham gia phỏng vấn hậu trường và người dẫn chương trình đấu vật cho Raw.

## Tiểu sử
Brandi Alexis Reed sinh ra và lớn lên ở Canton, Michigan, và có một anh trai Reed graduated from the University of Michigan in Ann Arbor, Michigan.. Công làm biên tập viên tin tức địa phương hai năm trước khi chuyển đến Miami, Florida theo đuổi nghề nghiệp người mẫu và diễn viên. Khi ở Miami, Rhodes theo học Đại học Miami lấy bằng thạc sĩ báo chí phát thanh. Rhodes đã là một figure skater cạnh tranh trong 17 năm, bắt đầu ở tuổi lên 4.